# Tetraglenes diuroides
Tetraglenes diuroides är en skalbaggsart som beskrevs av Conrad Ritsema 1885. Tetraglenes diuroides ingår i släktet Tetraglenes och familjen långhorningar. Inga underarter finns listade i Catalogue of Life.